# Laem Chabang
Laem Chabang (thailändisch แหลมฉบัง) ist eine Großstadt in der thailändischen Provinz Chonburi. Sie ist eine Hafenstadt am Golf von Thailand und beherbergt den größten Hafen Thailands.
Die Großstadt Laem Chabang hat 73.520 Einwohner (Stand 2012).

## Lage
Laem Chabang (เทศบาลนครแหลมฉบัง) ist verwaltungstechnisch eine Großstadt (Thesaban Nakhon). Sie liegt in der Provinz (Changwat) Chonburi und erstreckt sich über den Bezirk (Tambon) Bang Lamung im Landkreis (Amphoe) Bang Lamung sowie die Bezirke Bueng, Surasak, Thung Sukhla und Teilen von Nong Kham in Si Racha. Der Hafen liegt etwa 25 km nördlich von Pattaya, südlich der Stadt Chon Buri.

## Wirtschaft und Infrastruktur
Der 1991 fertiggestellte Tiefseehafen (Panamax-fähig) bestimmt die Wirtschaft der Stadt. Er ist der bedeutendste Überseehafen des Landes und mit 8,1 Millionen TEU jährlich (Stand 2019) auf Platz 20 unter den geschäftigsten Containerhäfen der Erde. Viele der Einfuhr- und Ausfuhrgüter Thailands werden hier bewegt. Neben den Logistik-Dienstleistungen, die ein Hafen benötigt, ist auch der Großhandel sowie der Tourismus beachtenswert. Dabei wird Laem Chabang als Gegenpol zum umtriebigen Pattaya vermarktet.
ExxonMobil hat hier eine Erdölraffinerie errichtet.
Die von Bangkok ostwärts bis nach Trat verlaufende Sukhumvit-Fernstraße (Thanon Sukhumvit) führt an Laem Chabang. Außerdem gibt es einen Anschluss an die Autobahn 7 sowie an die zweigleisige Bahnstrecke Chachoengsao Junction–Sattahip
Zwei größere Infrastrukturvorhaben mit einem Gesamtwert von 36 Milliarden Baht wurden im Oktober 2007 genehmigt. Es handelt sich dabei um Eisenbahnstrecken zwischen Laem Chabang und Nakhon Ratchasima sowie Lat Krabang. Bereits am 19. August 1995 wurde die Güterumgehungsbahn Bahnstrecke Khlong Sip Kao–Kaeng Khoi eröffnet. Außerdem ist eine Hochgeschwindigkeitsstrecke zwischen den internationalen Flughäfen Flughafen Bangkok-Don Mueang, Flughafen Bangkok-Suvarnabhumi und Flughafen U-Tapao sowie die Anbindung der beiden Tiefseehäfen Laem Chabang und Map Ta Phut geplant. Damit soll die Ostküste des Landes weiter entwickelt werden.

## Erholung
Neben den nahe gelegenen Stränden am Golf von Thailand gibt es viele der in Thailand beliebten Golfplätze, so zum Beispiel den von Jack Nicklaus entworfenen Laem Chabang International Country Club, der höchsten Ansprüchen genügt.
Passagiere von Kreuzfahrtschiffen, die hier von Zeit zu Zeit anlegen, besuchen unter anderem die Insel Ko Kut.